# Passerida
Die Passerida sind ein artenreiches Taxon von „sperlingartigen“ Vögeln innerhalb der Unterordnung der Singvögel, das etwa 30 Familien mit über 360 Gattungen und  1700 Arten umfasst. Erstmals wurde es 1988 durch Charles G. Sibley, Jon E. Ahlquist und Burt L. Monroe, Jr. vorgeschlagen und in den Rang einer Parvordnung gestellt, war jedoch weiter gefasst als heute (sensu lato) und entsprach in etwa dem Taxon Passerides im heutigen Sinne. Nach Oliveros et al. 2019 wird das Taxon Passerida als deckungsgleich mit dem Taxon Passeroidea im Sinne der Überfamilie wie sie 1990 durch die Sibley-Ahlquist-Taxonomie vorgeschlagen wurde (sensu auctorum) und später durch molekulargenetische Untersuchungen als echte phylogenetische Klade bestätigt wurde, betrachtet. Daher beziehen sich nach der Definition nach Oliveros et al. 2019 beide Bezeichnungen auf dieselbe Klade.

## Beschreibung
Die Gruppe umfasst viele kleine bis mittelgroße Singvogelarten, die äußerlich den Sperlingen, Finken und Ammern ähneln. Einige Arten sind aber auch deutlich größer, wie bspw. die Stärlinge. Das Männchen des Parástirnvogels kann über 50 cm Körperlänge bei einem Gewicht von mehr als 500 g erreichen.
Der sexuelle Dimorphismus – das Auftreten von zwei deutlich verschiedenen Erscheinungsvorkommen der Geschlechter bei derselben Art – ist bei vielen Arten deutlich. Männchen zeichnen sich oft durch prächtige Gefiederfärbung aus, in einigen Familien der Gruppe kommt auch ein wesentlicher Größenunterschied hinzu. Der Dimorphismus dieser Arten dürfte in einigen Fällen genetisch und bei anderen durch ein Hormon kontrolliert werden. Es gibt allerdings auch Arten, bei denen kaum Dimorphismus besteht, wie z. B. beim einheimischen Feldsperling.
Die Ernährungsweise innerhalb der Gruppe ist hochgradig divers. Einige Arten sind hochspezialisiert, wie die Honigvögel und die Nektarvögel, die sich nectarivor ernähren, was bedeutet, dass ein großer Teil ihrer Nahrung aus Nektar besteht. Manche Arten ernähren sich von Insekten (viele Stärlinge); einige Arten sind vorwiegend Samenfresser, etwa Finken oder Sperlinge. Reine oder vornehmliche Fruchtfresser, wie Pirole oder Seidenschwänze, sind in der Gruppe nur durch die Mistelfresser vertreten, aber  viele Arten sind omnivor, wie die Webervögel. Auch viele Tangaren ernähren sich vielseitig, wobei auch Beeren und andere Früchte verzehrt werden. Andere Arten ernähren sich von einem Mix, wie z. B. viele Prachtfinken, die sich von Insekten und Sämereien ernähren. Solch eine Ernährungsweise ist insbesondere auch bei den Vögeln mit Verbreitungsgebiet in den gemäßigten und arktischen Zonen verbreitet, wobei dort oft, z B.bei den Ammern während des Sommers eher proteinreiche Insekten, im Winter dagegen fettreiche Sämereien bevorzugt werden.

## Äußere Systematik
Als Parvordnung im Sinne von Oliveros et al. stellt die Gruppe Passerida eine von drei großen Kladen innerhalb der Teilordnung Passerides dar, die wiederum den Großteil der Singvögel umfasst, die nicht näher mit den Krähen und Raben verwandt sind (Teilordnung Corvides). Die anderen beiden Parvordnungen innerhalb der Passerides sind die Sylviida, die etwa 30 mit den Grasmücken und Laubsängern verwandte Familien umfasst, und die Muscicapida mit etwa 20 Familien aus der Verwandtschaft der Fliegenschnäpper und Drosseln.
Die Kladen werden in der Literatur nicht einheitlich bezeichnet; bis 2019 wurden die drei großen Kladen meist als Überfamilien („-oidea“) bezeichnet und die Teilordnung Passerides wurde als Parvordnung Passerida bezeichnet. Die von Oliveros et al. vorgeschlagenen Bezeichnungen haben jedoch den Vorteil, dass die seither eindeutiger geklärte Substruktur der drei großen Kladen nun ebenfalls eine Einteilung in Unterfamilien nahelegt. Dies wird im Folgenden daher auch so dargestellt.
Eine Synapomorphie von Passerida ist das Vorhandensein einer Aminosäure aus dem Gen c-myc. Ericson et al. (2003) fanden in c-myc ein weiteres Vorhandensein von drei Aminosäuren – dies fehlt bei den Lerchen aus der Außengruppe, aber auch bei den Mistelfressern, den Nektarvögeln, den Braunellen, den Prachtfinken und den Sperlingen in der Innengruppe.

## Innere Systematik
Dank einer umfassenden molekulargenetischen Studie von Carl Oliveros et al. im Jahr 2019, bei der Arten aus allen Familien der Passerida bis auf eine, den Kubasängern (Teretistridae), gesampelt wurden, konnten die Verwandtschaftsbeziehungen innerhalb der Gruppe nicht nur weitestgehend aufgelöst werden, sondern die Stammesgeschichte auch zeitlich und biogeographisch tiefer verstanden werden.
Noch in einer Studie im Jahr 1996 konnten die amerikanischen Ornithologen Frederick Sheldon und Frank Gill die Monophylie der Passerida, also die Tatsache, dass es sich um eine echte Klade handelt, mit der Technik der DNA-DNA-Hybridisierung nicht belegen. Untersuchungen in den 2000er- und 2010er-Jahren konnten diese Frage allerdings weitgehend klären, so dass die Monophylie als gesichert gilt.
Dank großer Fortschritte bei der feineren Auflösung der inneren Systematik der Passerida, bleiben zurzeit (2022) nur noch einige wenige Punkte nicht vollständig geklärt. Ungeklärt blieb lange noch, ob  die Honigvögel an der Basis der Gruppe oder in der Außengruppe stehen. Auch die Stellung der Sopranisten war lange unklar. Der Rest der Passerida stellte sich bald als eindeutig monophyletisch heraus.
Im Folgenden wird die innere Systematik der Passerida nach heutigem Stand (2022) auf Grundlage der Hypothese zur zeitlichen und biogeographischen Hypothese von Oliveros et al. dargestellt. Die absolute zeitliche Einteilung ist dabei mit einer gewissen Unsicherheit behaftet; hier wird der von den Forschern angegebene Mittelwert dargestellt. Die relative Abfolge ist von der Unsicherheit nicht betroffen.
Die drei großen Kladen der Teilordnung Passerides (Sylviida, Muscicapida, Passerida) haben sich nach diesem Kenntnisstand nach dem Ende einer längeren Kaltzeit im Oligozän vor etwa 28 Millionen Jahren (Ma) auf dem eurasischen Kontinent getrennt. Während sich die Sylviida zunächst in Afrika ausbreiten, trennt sich die Klade der Muscicapida von den Passerida vor 27 Ma in Eurasien. Die Radiation der Passerida hat von dort ausgehend bis in die Gegenwart alle Kontinente bis auf Antarktika erreicht.
Die ersten basalen Verzweigungen innerhalb der Passerida geschehen dann innerhalb der nächsten Millionen Jahre bis zur Grenze des Oligozäns zum Miozän vor 23 Ma. Zunächst zweigt die Klade aus Honigvögel (Promeropidae) und Sopranisten (Modulatricidae) ab, die sich auf dem afrikanische Kontinent weiter diversifizieren. Danach die Mistelfresser (Dicaeidae) und Nektarvögel (Nectariniidae) und diesen folgt eine weitere Klade aus zwei Familien: den Blattvögeln und den Feenvögel.
Die jeweils nur aus einer Art bestehenden Familien des nordamerikanischen Trugwaldsängers (Peucedramidae) und des zentralasiatischen Rosenschwanzes (Urocynchramidae) trennen sich dann im frühen Miozän vor 21–22 Ma (noch in Eurasien) vom Rest. Der nächste Verzweigungspunkt trennt dann die Überfamilie Ploceoidea aus Webervögel (Ploceidae), Prachtfinken (Estrildidae) und Witwenvögel (Viduidae) ab. Der Verzweigungspunkt wurde in der Studie von Oliveros etwas unsicherer bestimmt. Im Jahr 2020 wurde das Ergebnis einer weiteren Studie veröffentlicht, die im Hochland von Tibet und im chinesischen Himalaya an Mitgliedern der Passerida durchgeführt worden war. 14 endemische Arten im Hochland von Tibet einschließlich vier Arten im chinesischen Himalaya wurden untersucht, wodurch die evolutionäre Trennung der Rosenschwänze von den Webervögeln auf etwa 20 Ma datiert werden konnte. Die untersuchten Arten traten während des späten Miozäns auf, etwa die im Hochland endemische Tibetammer (Emberiza koslowi). Diese Untersuchung stimmte gut mit zuvor veröffentlichten Phylogenesen überein.
Innerhalb der Überfamilie Ploceoidea trennen sich Weber- und Witwenvögel vor etwa 17 Ma in Afrika voneinander.
Zwischen 20 Ma und 18 Ma vor unserer Zeit trennen sich nacheinander Braunellen (Prunellidae), Sperlinge (Passeridae), Stelzen und Pieper (Motacillidae) und schließlich die Finken (Fringillidae) ab, wobei dieser letzte Verzweigungspunkt auf dem nordamerikanischen Kontinent zu suchen ist.
Die verbleibende Klade bildet schließlich die Überfamilie Emberizoidea. In diesen ist einzig die Position des Kubasängers nicht gut aufgelöst, da er nicht Teil der Studie von Oliveros et al. war. Barker et al. (2015) stellen ihn neben den Zaunkönigsänger als Schwestergruppe. Die Emberizoidea diversifizieren sich im Zeitraum bis etwas 9 Ma vor heute in die unten aufgelisteten Familien fast ausschließlich auf dem nordamerikanischen Kontinent:
- Rosenbrust-Tangarenammer (Rhodinocichlidae)
- Tundraammern (Calcariidae) und Ammern (Emberizidae), die sich wieder auf den „Rückweg“ nach Eurasien begeben und sich auch dort voneinander als Schwesterfamilien trennen.
- Klade aus Kardinälen (Cardinalidae), Stärlingstangaren (Mitrospingidae) und Tangaren (Thraupidae)
- Neuweltammern (Passerellidae)
- Klade aus  Waldsängern (Parulidae) sowie Gelbbrustwaldsänger (Icteriidae) und Stärlingen (Icteridae). Letzter beiden ein der jüngsten Aufspaltungen (9 Ma).
- Schmätzertangaren (Calyptophilidae)
- Zaunkönigsänger (Zeledoniidae) und eventuell der unsicher positionierte Kubasänger (Teretistridae)
- Klade der Palmtangaren (Phaenicophilidae) und der daraus neu aufgestellten Familien der Streifenkopftangaren (Spindalidae) und der monotypischen Puerto-Rico-Tangare (Nesospingidae)